# Visoka porta
Visoka porta (tur. Bâb-i-âlî), ili samo Porta, je naziv koji se u diplomatskim krugovima koristio za Osmansko carstvo, divan, kancelariju velikog vezira ili osmansku vladu.
Poreklo imena je u staroj orijentalnoj ceremoniji dobrodošlice kada se na vratima grada ili vladarske palate održavaju ceremonije primanja za inostrane predstavnike i poslanike. Francuski prevod osmanske reči Bab'i'ali (tur. Bâb-i-âlî), naime znači „Visoka kapija“. Ova ceremonija je tumačena i kao interpretacija pozicije carstva na prelazu iz Evrope u Aziju.
Od 1718. do 1922. to je bio naziv za vladu Osmanskog carstva, kako bi se napravila razlika u odnosu na sultanov dvor. Osim toga, taj se naziv koristio i za zgrade u blizini Saraja, u kojima su bili smešteni razni državni organi, kao: Veliki vezirat, Ministarstvo spoljnih poslova, Unutrašnji poslovi, Državno veće i Carska kancelarija.
Tokom razdoblja ustava (vidi Mladoturci), funkcije Divana su zamijenjene sa carskom vladom, a naziv „porta“ odnosio se na Ministarstvo spoljnih poslova. Tokom ovog perioda veliki vezir se odnosio na poziciju predsednika vlade, a veziri su postali osmanski senat.